# Грашне
Грашне (на словашки: Hrašné) е село в окръг Миява, Тренчински край, Западна Словакия. Населението му е 478 души.
Разположено е на 340 m надморска височина, на 8 km източно от град Миява. Площта му е 7,88 km². Кмет на селото е Павел Гучко.